# Петров, Антон Семёнович
Антон Семёнович Петров (1850 — ?) — станичный атаман, депутат Государственной думы II созыва от области Войска Донского.

## Биография
Казак Петровской станицы Области войска Донского. Имел чин титулярного советника. В 1860 окончил педагогические классы при Новочеркасской гимназии. 18 лет служил учителем; 2 года был станичным атаманом Старогригорьевской станицы; еще 2 года служил секретарём земского комитета в Нижне-Чирской станице, 8 лет работал секретарём Хоперского окружного управления. Состоял в Конституционно-демократической партии. Занимался земледелием на своём наделе.
6 февраля 1907 года избран в Государственная дума II созыва от общего состава выборщиков избирательного собрания Области войска Донского. Вошёл в состав Конституционно-демократической фракции и Казачьей группы. Членом думских комиссий не был, с думской трибуны не выступал.
После роспуска Государственной Думы вернулся на родину. Служил станичным атаманом Пятиизбянской станицы.
Дальнейшая судьба и дата смерти неизвестны.

### Архивы
- Российский государственный исторический архив. Фонд 1278. Опись 1 (2-й созыв). Дело 329.